# Medium – Nichts bleibt verborgen
Medium – Nichts bleibt verborgen ist eine US-amerikanische Fernsehserie. Die Serie wurde von Picturemaker Productions in Zusammenarbeit mit Grammnet Productions und Paramount Network Television für das Fernseh-Network NBC produziert. Das Drehbuch stammt von Glenn Gordon Caron (Das Model und der Schnüffler), der auch gleichzeitig Regie führte. Weitere ausführende Produzenten sind Kelsey Grammer (Frasier), Steve Stark und Oscar-Gewinner Ronald L. Schwary (Ordinary People). Im Mittelpunkt der Serie steht das Medium Allison DuBois, das durch seine parapsychologischen Fähigkeiten Verbrechen aufklärt.
Die Episodenanzahl der letzten siebten Staffel ist von 22 auf 13 Episoden gekürzt worden. Nachdem bereits die Hauptdarstellerin Patricia Arquette die Absetzung der Serie bekanntgegeben hatte, folgte bald darauf eine Bestätigung vom Sender. Das Serienfinale wurde am 21. Januar 2011 ausgestrahlt.

## Handlung
Allison Dubois ist Mutter dreier Kinder und die Ehefrau des Ingenieurs Joe. Nachdem sie ursprünglich Anwältin werden wollte, arbeitet sie jetzt im Büro des Staatsanwalts Manuel Devalos und hilft ihm dabei, Fälle mit Hilfe ihrer Gabe zu lösen.
Die Gabe besteht in ihrer unheimlichen Fähigkeit, mit dem Jenseits Kontakt aufzunehmen. Tote geben ihr bei Berührung persönlicher Gegenstände, beim Anblick von Bilddarstellungen der Personen oder im Schlaf teilweise bruchstückhafte bildhafte Hinweise; auch träumt sie häufig von Verbrechen, die noch gar nicht geschehen sind und von ihr verhindert werden sollen. Die Visionen sind zumeist wenig eindeutig oder so unvollständig, dass sie anfangs falsch gedeutet werden, was Allisons Glaubwürdigkeit untergräbt und zu Problemen mit ihrem Vorgesetzten, Staatsanwalt Devalos, dem Police Detective Lee Scanlon sowie in späteren Folgen der Serie auch mit Cynthia Keener führt, die außer ihrer Familie als einzige von ihrer Gabe wissen. Es kommt auch vor, dass sie Ereignisse sehen kann, die im Kopf von Personen vorgehen, die ihr begegnen, was manchmal unangenehm für ihre Familie oder ihre Umgebung ist.
Die Aufklärung eines Gewaltverbrechens steht für gewöhnlich im Mittelpunkt einer jeden Folge; daneben geht es auch um die familiäre Situation der Dubois’. So spielen z. B. Joe und Allisons Eheleben, finanzielle Probleme und die Erziehung ihrer Töchter sowie Probleme in und außerhalb der Schule auf Grund deren Gabe eine wichtige Rolle. Denn im Laufe der Serie stellt sich heraus, dass diese ihre paranormalen Fähigkeiten geerbt haben, so dass es vorkommt, dass in den neueren Folgen einige Fälle teilweise mit Hilfe der Träume der älteren Töchter Ariel und Bridgette gelöst werden.

## Figuren
Allison Dubois
Allison ist die Ehefrau von Joe und die Mutter von Ariel, Bridgette und Marie. Sie arbeitet in Phoenix bei der Staatsanwaltschaft als Beraterin. Im Schlaf träumt sie immer von schweren Verbrechen. Die Träume verhelfen ihr und der Staatsanwaltschaft zur Aufklärung dieser Verbrechen. Im Serienfinale stirbt ihr Ehemann Joe bei einem Flugzeugabsturz. Sieben Jahre später ist Allison Staatsanwältin und fängt an, von ihrem Mann zu träumen. Die Träume zeigen ihr, dass er lebt. Allison riskiert ihren Job dabei, Joe verzweifelt zu finden, was ihr am Ende auch gelingt. Jedoch stellt sich heraus, dass alles ab dem Flugzeugabsturz nur ein Traum gewesen ist, den Joe ihr schickte, um Allison zu zeigen, dass sie auch ohne ihn glücklich werden kann. 41 Jahre nach dem Tod von Joe ist Allison im Altersheim und hört sich eine Nachricht von ihrer Ur-Enkeltochter an. Während sie die Nachricht anhört, stirbt Allison an Altersschwäche. Ihr Ehemann Joe taucht auf und beide gehen ins Jenseits.
Joe Dubois
Ehemann von Allison. Er ist Ingenieur und hatte schon eine eigene Firma. Jetzt arbeitet er in San Diego bei einer großen Ingenieurfirma. Im Serienfinale stirbt Joe bei einem Flugzeugabsturz. 41 Jahre später geht er mit Allison ins Jenseits.
Lee Scanlon
Detectiv beim Phoenix Police Department. Er ist der Verbindungsmann zwischen Allison und der Staatsanwaltschaft. Er ist mit der Abgeordneten Lynn liiert. Beide haben zusammen ein Baby bekommen.
Manuel Devalos
Bezirksstaatsanwalt von Phoenix. In der 4. Staffel wurde er seines Amtes entledigt, weil Allisons vermeintliches Vermögen in der Presse veröffentlicht wurde. Danach versuchte er sich als Anwalt für Strafrecht. In der 5. Staffel wurde er erneut Staatsanwalt von Phoenix. Er stellte auch Allison wieder ein.
Ariel Dubois
Die älteste Tochter von Allison und Joe. Sie geht zur High School und hat immer gute Noten. Sie hat den Führerschein gemacht und fährt oft gern Auto. Sie hat auch die gleiche Begabung wie ihre Mutter.
Bridgette Dubois
Sie ist die zweitälteste Tochter von Allison und Joe. Sie geht ebenfalls in die Schule. Sie stellt immer sehr viele Fragen, was auch mal nerven kann.
Sowohl Ariel als auch Bridgette zeigen eine ähnliche Begabung wie ihre Mutter.
Nebenfiguren
- Marie Dubois: Sie ist die jüngste Tochter von Allison und Joe.
- Michael Benoit: Er ist der Bruder von Allison Dubois.

## Gaststars
- Ryan Hurst von 2005 bis 2007 als Michael Benoit, Bruder von Allison
- Emma Stone 2005 als Cynthia/Elizabeth in „Vier Liter Blut“ – 5. Folge der 2. Staffel (2.05)
- David Carradine als Jessicas Bruder in „Ungeahntes Genie“ – 16. Folge der 2. Staffel (2.16)
- Kelsey Grammer als Bob Sherman in „Geschäfte mit dem Tod“ – 21. Folge der 2. Staffel (2.21); in „Eiskalt“ – 19. Folge der 3. Staffel (3.19) – sind er und David Hyde Pierce zu hören, als der Fernseher eingeschaltet wird und Frasier läuft
- David James Elliott als Johnny Dunham in „Parallelwelten“ – 22. Folge der 2. Staffel (2.22)
- Peter Wingfield als Sean Redburn in „Parallelwelten“ – 22. Folge der 2. Staffel (2.22)
- Kyle Gallner als Steven Campell in „Nicht anklopfen“ – 15. Folge der 3. Staffel (3.15)
- Neve Campbell als P. D. McCall in „Um Kopf und Kragen“, „Wenn Köpfe rollen“ und „Kopf hoch!“ – 20., 21. und 22. Folge der 3. Staffel (3.20, 3.21 und 3.22)
- Jason Priestley als Walter Paxton in „Um Kopf und Kragen“, „Wenn Köpfe rollen“ und „Kopf hoch!“ – 20., 21. und 22. Folge der 3. Staffel (3.20, 3.21 und 3.22)
- Anjelica Huston als Cynthia Keener in der 4. Staffel und in einer Folge der 5. Staffel (5.17)
- Morena Baccarin als Brooke Hoyt in „Mord bleibt in der Familie“ – 9. Folge der 5. Staffel (5.09)
- David Morse als Douglas Lydecker in der Doppelfolge „Geld oder Mord“ – 13. und 14. Folge der 5. Staffel (5.13, 5.14)
- Martha Plimpton als Rosemary Widdick in  „Pain Killer“ – 3. Folge der 6. Staffel (6.03)
- Clancy Brown als Rob Walcott in „Punkt 9.18 Uhr“ – 6. Folge der 7. Staffel (7.06)
- David Arquette als Allisons Bruder Michael „Lucky“ Benoit in „Herzhandel“ – 11. Folge der 7. Staffel (7.11)
- John Glover als Carson Churchill – 11. Folge der 7. Staffel (7.11)
- Larry Miller als Dylan Kravitz – 17. Folge der 3. Staffel (3.17)
- Vanessa Marano 2010 als Jennifer Whitten – 17. und 18. Folge der 6. Staffel (6.17, 6.18)
- Jennifer Lawrence 2007 als Claire Chase – 7. Folge der 3. Staffel (3.07) – und 2008 als junge Allison in „Jugendsünde“ – 2. Folge der 4. Staffel (4.02)

## Besetzung und Synchronisation
Die Serie wurde bei der Cinephon in Berlin vertont. Bernd Eichner schrieb die Dialogbücher und führte bis 2007 auch die Dialogregie. Ab diesem Jahr übernahm Marion Schöneck die Aufgabe.
| Rolle            | Schauspieler                        | Synchronsprecher   | Hauptrolle (Episoden) | Nebenrolle (Episoden) |
| ---------------- | ----------------------------------- | ------------------ | --------------------- | --------------------- |
| Allison Dubois   | Patricia Arquette                   | Ulrike Stürzbecher | 1x01–7x13             |                       |
| Joe Dubois       | Jake Weber                          | Peter Flechtner    | 1x01–7x13             |                       |
| Manuel Devalos   | Miguel Sandoval                     | Kaspar Eichel      | 1x01–7x13             |                       |
| Lee Scanlon      | David Cubitt                        | Tom Vogt           | 2x01–7x13             | 1x01–1x16             |
| Ariel Dubois     | Sofia Vassilieva                    | Victoria Frenz     | 1x01–7x13             |                       |
| Bridgette Dubois | Maria Lark                          | Jamie Lee Blank    | 1x01–7x13             |                       |
| Marie Dubois     | Madison Carabello Miranda Carabello | Sammy-Jo Blank     |                       | 1x01–7x13             |

## Ausstrahlung und Reichweite
| Staffel | Episoden | Sender | Ausstrahlung                         | Ranking | Zuschauer (in Mio.) |
| ------- | -------- | ------ | ------------------------------------ | ------- | ------------------- |
| 1       | 16       | NBC    | 3. Januar 2005 – 23. Mai 2005        | #19     | 13,9                |
| 2       | 22       | NBC    | 19. September 2005 – 22. Mai 2006    | #31     | 11,20               |
| 3       | 22       | NBC    | 15. November 2006 – 16. Mai 2007     | #61     | 8,30                |
| 4       | 16       | NBC    | 7. Januar 2008 – 12. Mai 2008        | #41     | 10,50               |
| 5       | 19       | NBC    | 2. Februar 2009 – 1. Juni 2009       | #61     | 8,50                |
| 6       | 22       | CBS    | 25. September 2009 – 21. Mai 2010    | #53     | 7,79                |
| 7       | 13       | CBS    | 24. September 2010 – 21. Januar 2011 | #57     | 7.80                |

| Staffel | Episoden | Free-TV Ausstrahlung (Kabel eins)  | Pay-TV Ausstrahlung                                    | Zuschauer (in Mio.) im Free-TV |
| ------- | -------- | ---------------------------------- | ------------------------------------------------------ | ------------------------------ |
| 1       | 16       | 15. März 2006 – 13. April 2007     | 4. Oktober 2005 – 10. Januar 2006 (Premiere Film)      | 0,94                           |
| 2       | 22       | 20. April 2007 – 30. November 2007 | 26. September 2006 – 20. Februar 2007 (Premiere Serie) | 1,16                           |
| 3       | 22       | 7. März 2008 – 31. Oktober 2008    | 11. September 2007 – 12. Februar 2008 (Premiere Serie) | 1,17                           |
| 4       | 16       | 27. Februar 2009 – 26. Juni 2009   | 3. November 2008 – 17. Mai 2009 (FOX)                  | 1,14                           |
| 5       | 19       | 5. März 2010 – 16. Juli 2010       | 1. September 2009 – 5. Januar 2010 (FOX)               | 0,66                           |
| 6       | 22       | 6. Juli 2012 – 1. Dezember 2012    | 18. August 2010 – 27. Oktober 2010 (FOX)               | 0,53                           |
| 7       | 13       | TBA                                | 22. Juni 2011 – 14. September 2011 (FOX)               | TBA                            |

## Auszeichnungen
Emmy-Award
- 2005 – Beste Hauptdarstellerin in einer Dramaserie Patricia Arquette als Allison DuBois
- 2008 – Nominierung als Beste Gastdarstellerin in einer Dramaserie für Anjelica Huston

Golden Globe Award
- 2006 – Nominierung als Beste Hauptdarstellerin in einer Dramaserien für Patricia Arquette

## Besonderheiten
- Ursprünglich wurden für die erste Staffel 13 Episoden von NBC in Auftrag gegeben; aufgrund der sehr guten Einschaltquoten wurden jedoch noch 3 weitere Episoden bestellt, sodass die erste Staffel auf insgesamt 16 Episoden kam.

- Bei der Episode Still Life aus der zweiten Staffel wurden verschiedene Szenen in 3D gedreht.

- Die Serie basiert auf der angeblichen Lebensgeschichte von Allison DuBois, welche in Phoenix (Arizona) lebt und als Beraterin und Medium agiert.
- Ab der 6. Staffel wurde die Serie von CBS weitergeführt.
- David Arquette spielt in der Serie den Bruder von Allison Dubois, er ist auch im wirklichen Leben der Bruder von deren Schauspielerin Patricia Arquette.